# Two White Arms
Two White Arms é um filme de comédia britânico de 1932, dirigido por Fred Niblo e estrelado por Adolphe Menjou, Margaret Bannerman e Claud Allister. É adaptado de uma peça de Harold Dearden. O filme também é conhecido sob o título alternativo Wives Beware.

## Trama
Um homem torna-se entediado com a vida conjugal e finge ter perdido a memória para que ele possa buscar outras mulheres.

## Elenco
|                 |  |                |
| Melville Cooper |  | Ellis Jeffreys |

- Adolphe Menjou - Major Carey Liston
- Margaret Bannerman - Lydie Charrington
- Claud Allister - Doutor Biggash
- Jane Baxter - Alison Drury
- Kenneth Kove - Bob Russell
- Ellis Jeffreys - Lady Ellerslie
- René Ray - Trixie
- Jean Cadell - Sra. Drury
- Henry Wenman - Mears
- Spencer Trevor - Sir George
- Melville Cooper - Mack